# Christian Michelsen

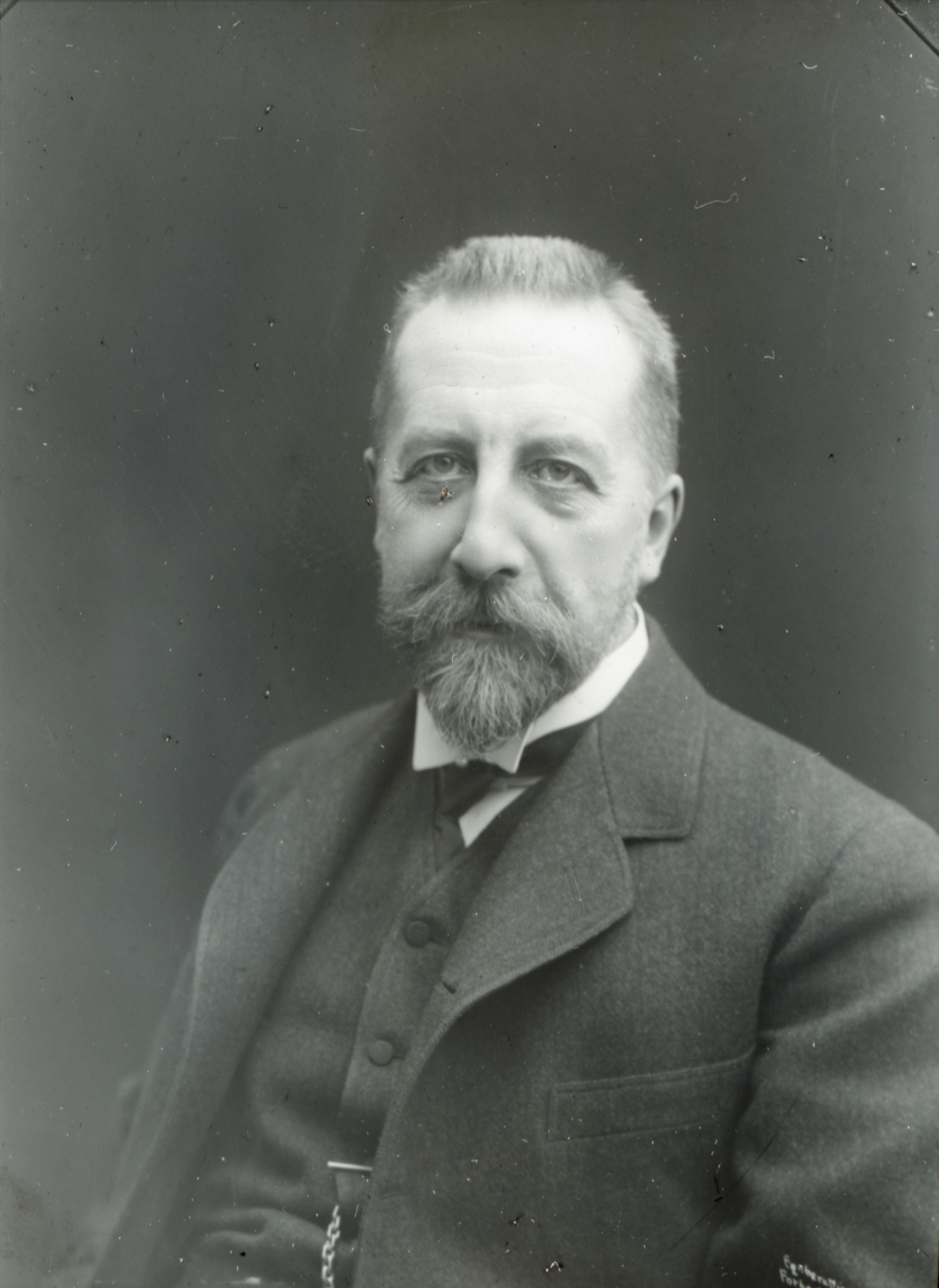
Christian Michelsen

Peter Christian Hersleb Kjerschow Michelsen (* 15. März 1857 in Bergen; † 29. Juni 1925 in Fana) war ein norwegischer Reeder und rechtsliberaler Politiker. Er war vom 11. März 1905 bis 28. Oktober 1907 Ministerpräsident und somit der erste des unabhängigen Norwegen. 

## Leben
Michelsen gehörte von 1891 bis 1894 als Abgeordneter der Venstre dem norwegischen Parlament, dem Storting, an. 1904 wurde er wieder in das Storting gewählt, diesmal als Abgeordneter der Samlingspartiet. Im September 1904 trat er als Finanzminister in das zweite Kabinett von Francis Hagerup ein. Nach dessen Rücktritt konnte er im März 1905 selbst die Regierung führen.

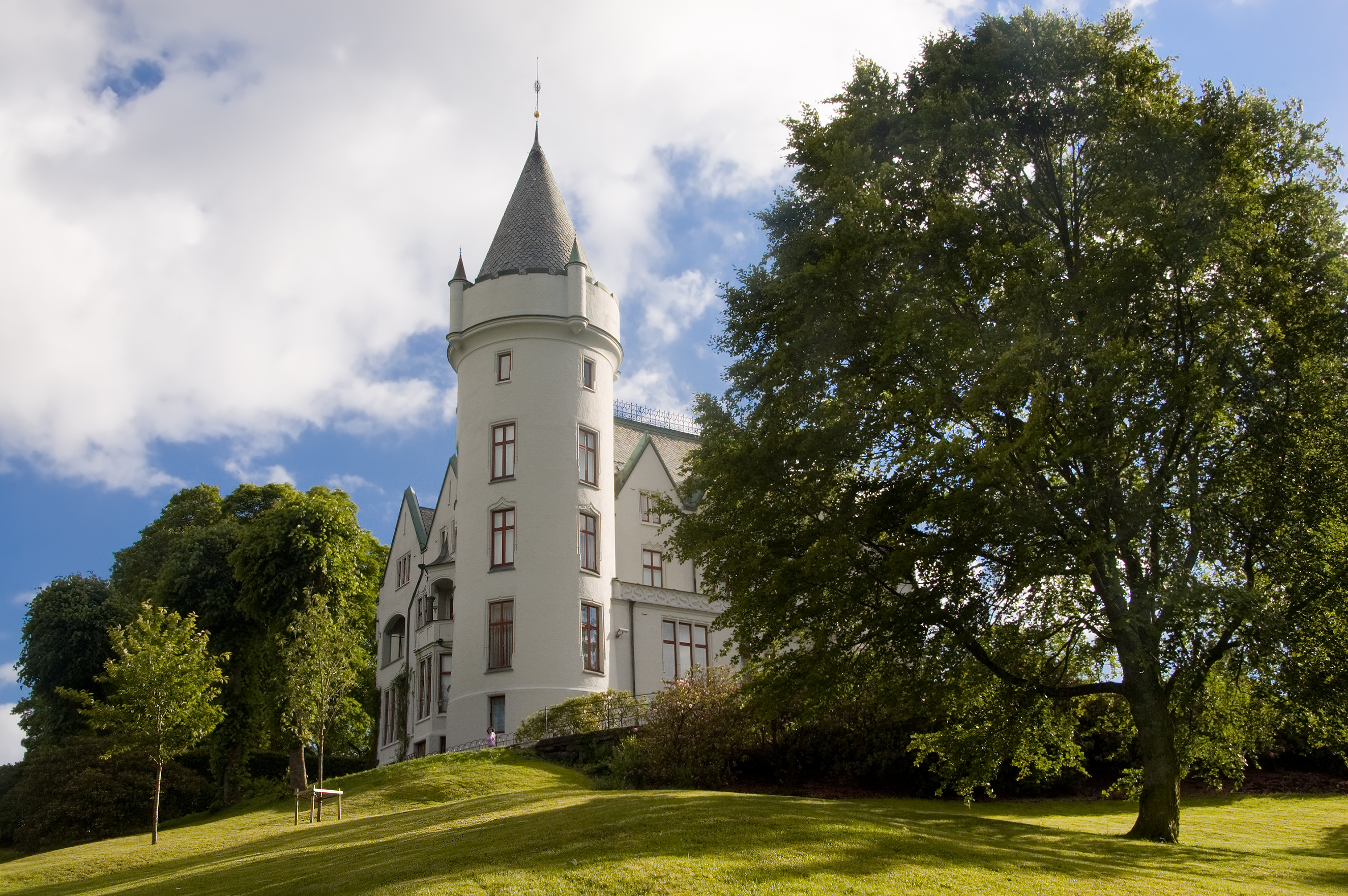
Michelsen ließ Gamlehaugen, heute die Residenz des norwegischen Königs bei Besuchen in Bergen, als Wohnhaus errichten

Unter Michelsens Regierung beschloss das Storting im Mai 1905 einstimmig, konsularische Vertretungen Norwegens im Ausland einzurichten. Dies führte zum Konflikt mit Schweden, das in einer Union mit Norwegen verbunden war. Nach dem Veto des schwedischen Königs Oskar II. traten Michelsen und seine Regierung zurück. Der Rücktritt wurde aber durch Oskar II. nicht angenommen. Oskar II. konnte keine neuen Mitglieder für eine norwegische Regierung finden. Das Storting nahm das zum Anlass zu erklären, dass der schwedische König seinen Pflichten als norwegisches Staatsoberhaupt nicht nachkomme. Daraufhin wurde am 7. Juni 1905 im Storting die Resolution über die Auflösung der Union und über die Verlängerung der Vollmachten für die Regierung Michelsen einstimmig verabschiedet. Das Storting schlug vor, dass ein schwedischer Prinz den norwegischen Thron besteigen sollte. Der schwedische König lehnte die einseitigen Maßnahmen Norwegens ab. Der schwedische Reichstag forderte dagegen, dass zum Beschluss des Stortings eine Volksabstimmung in Norwegen durchgeführt und die Bedingungen für die Auflösung der Union durch gesonderte schwedisch-norwegische Verhandlungen geklärt werden sollten. Dieser Vorschlag wurde durch die norwegische Regierung angenommen. In der Volksabstimmung am 13. August 1905 stimmten 368.392 Norweger für und nur 184 gegen die Auflösung der Union. Mit dem Vertrag von Karlstad erfolgte die friedliche Auflösung der Union zwischen Schweden und Norwegen. Michelsen war somit erster Ministerpräsident des unabhängigen Norwegens. Kurzzeitig übernahm er neben dem Amt des Ministerpräsidenten auch noch die des Finanz- und Verteidigungsministers, bis er im Herbst 1907 wegen der Streitigkeiten in seiner Koalition zurücktrat. Er zog sich aus der Parteipolitik zurück, gründete aber mit Fridtjof Nansen 1925 das Fedrelandslaget als konservativ-nationale Sammlungsorganisation.  
Michelsen wurde mit dem Großkreuz des Sankt-Olav-Ordens und der Borgerdådsmedalje ausgezeichnet. Er bekam auch etliche hohe Orden von ausländischen Staaten. 1898 erwarb er Gamlehaugen bei Bergen, wo er ein schlossähnliches Herrenhaus errichten ließ.